# Ruch Całym Życiem
Ruch Całym Życiem – harcerski ruch programowo-metodyczny o zasięgu ogólnopolskim, istniejący w latach 1998–2007. Działał w ramach Związku Harcerstwa Polskiego. Skupiał ponad 100 instruktorów ZHP.
Ruch powstał w grudniu 1998, został zarejestrowany 20 stycznia 1999, a rozwiązał się 24 lutego 2007. Siedzibą ruchu była Warszawa. 
Celem jego działania było:
- propagowanie harcerstwa czystego moralnie,
- podnoszenie poziomu instruktorów ZHP w sferze moralnej, ideowej, programowej i metodycznej,
- propagowanie wzorca instruktora reprezentującego harcerstwo całym swoim życiem,
- stałe podnoszenie poziomu harcerskich działań.

Członkiem ruchu mógł zostać każdy instruktor ZHP, który:
- wyraził chęć przynależności do ruchu i podpisał Deklarację ideową Ruchu
- w życiu codziennym przestrzegał zasad zawartych w Prawie Harcerskim.
- zapoznał się z Zasadami działania RCŻ oraz obowiązującymi w ruchu innymi dokumentami.

W dniu 24 lutego 2007 VIII Ogólnopolska Zbiórka Ruchu Całym Życiem w Warszawie podjęła uchwałę W sprawie samorozwiązania ogólnopolskiego ruchu programowo-metodycznego RCŻ. Uzasadnienie uchwały zostało zawarte w załączniku do uchwały – Oświadczeniu.

## Wydawnictwa ruchu
Ruch Całym Życiem wydawał czasopismo (początkowo dwumiesięcznik, później kwartalnik) „W Instruktorskim Kręgu”, mające na celu propagowanie podnoszenia poziomu instruktorów ZHP, a szczególnie wzorca instruktora reprezentującego harcerstwo całym swoim życiem.
Redaktorem naczelnym gazety był Grzegorz Całek, a jego nakład wynosił 600 egzemplarzy. Ogółem ukazało się 8 numerów (numer 0 – sierpień 2000, 8 stron; numer 1 – wrzesień–październik 2000, 16 stron; numer 2 – listopad–grudzień 2000, 8 stron; numer 3 – styczeń–luty 2001, 12 stron; numer 4–5 – marzec–czerwiec 2001, 20 stron oraz numer 6–7 – lipiec–październik 2001, 12 stron.
Ruch Całym Życiem opublikował też kilka książek dla instruktorów z zakresu metody harcerskiej, m.in.:
- Instruktorska czytanka. Artykuły z miesięcznika „W Kręgu” dla kadry instruktorskiej. Grzegorz Całek (red.). Warszawa: RCŻ, 2000. ISBN 83-910438-8-6. Brak numerów stron w książce
- Kamila Bokacka, Grzegorz Całek, Marzena Przepiórkowska: Instruktorskie rozważania. Teksty o metodzie harcerskiej i Zobowiązaniu dla kadry instruktorskiej. Warszawa: Ruch Całym Życiem, 2001. ISBN 83-910438-6-X. Brak numerów stron w książce

## Przewodniczący ruchu
- hm. Jolanta Kreczmańska (1998–1999)
- hm. Robert Bokacki (1999–2003)
- hm. Jolanta Kreczmańska (2003–2006)
- hm. Dorota Całka (od 7 stycznia 2006 – 24 lutego 2007)